# Revolving Door (песня Тейт Макрей)
«Revolving Door» — песня канадской певицы Тейт Макрей из её третьего студийного альбома So Close to What (2025). Она стала четвёртым синглом и третьим треком альбома 21 февраля 2025 года, когда он был выпущен на лейбле RCA Records. Макрей написала трек вместе с Джулией Майклз и её продюсерами Грантом Бутином и Райаном Теддером. «Revolving Door» — это поп-песня с текстом о том, как можно несколько раз возвращаться к токсичным отношениям. Премьера сопровождающего клипа, снятого режиссёром Аэрин Морено, состоялась в тот же день; в нём Макрей и группа танцоров выступают в комнате с пятнадцатью дверями.

## Предыстория
Тейт Макрей объявила о выходе своего третьего студийного альбома So Close to What 14 ноября 2024 года. Она также анонсировала тур Miss Possessive Tour, который пройдёт в Северной Америке, Южной Америке и Европе с марта по сентябрь 2025 года. До выхода альбома его продвигали синглы «It’s OK I’m OK», «2 Hands» и «Sports Car». Все три сингла вошли в топ-20 в Великобритании, а первый достиг 20 места в США и возглавил чарт Hot Dance/Pop Songs. «Revolving Door» стал доступен в цифровом виде как часть альбома 21 февраля 2025 года, когда он был выпущен через RCA Records. Также рассматривается как четвёртый альбомный сингл.

## Композиция
Композиция «Revolving Door» длится три минуты. Её написали Макрей, Райан Теддер, Гран Бутин и Джулия Майклз, а двое первых выступили продюсерами. Оба сыграли на клавишных и исполнили фоновый вокал, а Теддер дополнительно сыграл на синтезаторах. Бутин также был программистом и инженером песни, в последней роли наряду с Rich & Rich и Брайсом Бордоном. Сербан Генеа и Дэйв Катч выступили в качестве инженера-микшера и инженера-мастеринга соответственно.
Музыкальные критики классифицировали «Revolving Door» как поп-песню, построенную на ритме дэнсхолла и джерсийского клуба. Ник Левин из NME сравнил её звучание с более экспериментальными песнями альбома In the Zone (2003) Бритни Спирс. В тексте «Revolving Door» МакРей несколько раз возвращается к одному и тому же человеку, но это всегда приводит к токсичным отношениям. Она упоминает о желании противостоять кому-то за «плохую привычку», но не может этого сделать. Трек заканчивается неистово, с мольбой Макрей: «Я должна быть взрослой, но к черту все, мне нужна минута», что Сэм Францини из The Line of Best Fit интерпретировал как «осознание части исцеления».

## Отзывы
В рейтинге треков альбома So Close to What Линдсей Хейвенс из Billboard поставила «Revolving Door» на четвёртое место и высоко оценила вокал Макрей, который она назвала выдающимся в альбоме. Rolling Stone включил песню в список лучших песен недели релиза и назвал её «гладкой, угрюмой изюминкой». Линдсей Золадз из The New York Times считает, что в ней «более многообещающее и чувствительное звучание», чем в предыдущих песнях Макрей. Критик описала припев как «тревожное сердцебиение», а Клэр Мартин из Paste сравнила его с «музыкальным кантом», отметив «быстрый ритм, который нарастает до полного ничто».

## Музыкальное видео
Премьера клипа на песню «Revolving Door» состоялась на YouTube-канале Макрей в тот же день, что и релиз альбома. Режиссёром стала Аэрин Морено, а хореографом — Робби Блю. Видео начинается с того, что Макрей входит в белую комнату и режиссёр акцентирует внимание на её гибкости; Аарон Уильямс из Uproxx сказал, что это подготовило его к боди-хоррору из фильма «Субстанция» (2024), хотя он нашёл в нём единственную параллель. Далее Макрей и группа танцоров в полностью белых нарядах выступают в комнате с пятнадцатью дверями; каждая из них, по словам певицы, представляет отдельный трек из альбома So Close to What. После завершения хореографии она плачет и повторяет её, что, по словам Эбби Рейнольдс из Capital, представляет собой «ощущение ловушки в нескончаемом цикле».

## Живые выступления
Макрей исполнила «Revolving Door» в The Tonight Show Starring Jimmy Fallon 5 марта 2025 года. Она исполнила песню в белой коробке с вращающимся полом вместе с двумя танцорами, что было похоже на музыкальное видео, сообщает Эмили Землер из Rolling Stone.

## Чарты
| Чарт (2025)                         | Высшая позиция |
| ----------------------------------- | -------------- |
| Австралия (ARIA)                    | 13             |
| Австрия (Ö3 Austria Top 40)         | 39             |
| Канада (Billboard Canadian Hot 100) | 13             |
| Германия (GfK)                      | 76             |
| Мир (Billboard Global 200)          | 20             |
| Ирландия (IRMA)                     | 11             |
| Литва (AGATA)                       | 61             |
| Нидерланды (Single Top 100)         | 24             |
| Новая Зеландия (Recorded Music NZ)  | 11             |
| Норвегия (VG-lista)                 | 13             |
| Швеция (Sverigetopplistan)          | 31             |
| Швейцария (Schweizer Hitparade)     | 37             |
| Великобритания (OCC UK Singles)     | 9              |
| США (Billboard Hot 100)             | 22             |
| США (Hot Dance/Pop Songs)           | 1              |

## Сертификации
| Регион                                                                      | Сертификация | Продажи |
| --------------------------------------------------------------------------- | ------------ | ------- |
| Португалия (AFP)                                                            | Золотой      | 5000    |
| Великобритания (BPI)                                                        | Серебряный   | 200 000 |
| Данные о продажах + прослушиваниях приведены только на основе сертификации. |              |         |